# Escalivada
L'escalivada és un plat tradicional de la cuina catalana i valenciana amb pebrots, albergínies, cebes i de vegades patates escalivades i pelades o bacallà salat. Tanmateix a Aragó i Múrcia, en diverses comarques valencianes com la Marina i l'Alcoià se'n diu espencat i en altres zones es coneix també com a esgarradet o esgarradeta, com per exemple a la Ribera o la Costera, o encara torrat, mullador torrat, mullado, tabollat, pebrera i tomaca rostida, encara que normalment aquest nom fa referència al plat que combina l'escalivada amb bacallà salat (el que a Catalunya s'assembla a l'esqueixada). L'escalivada es menja sola, com a entremès, de vegades acompanyada d'embotits. També pot acompanyar un plat principal de carn, o amanir una coca.

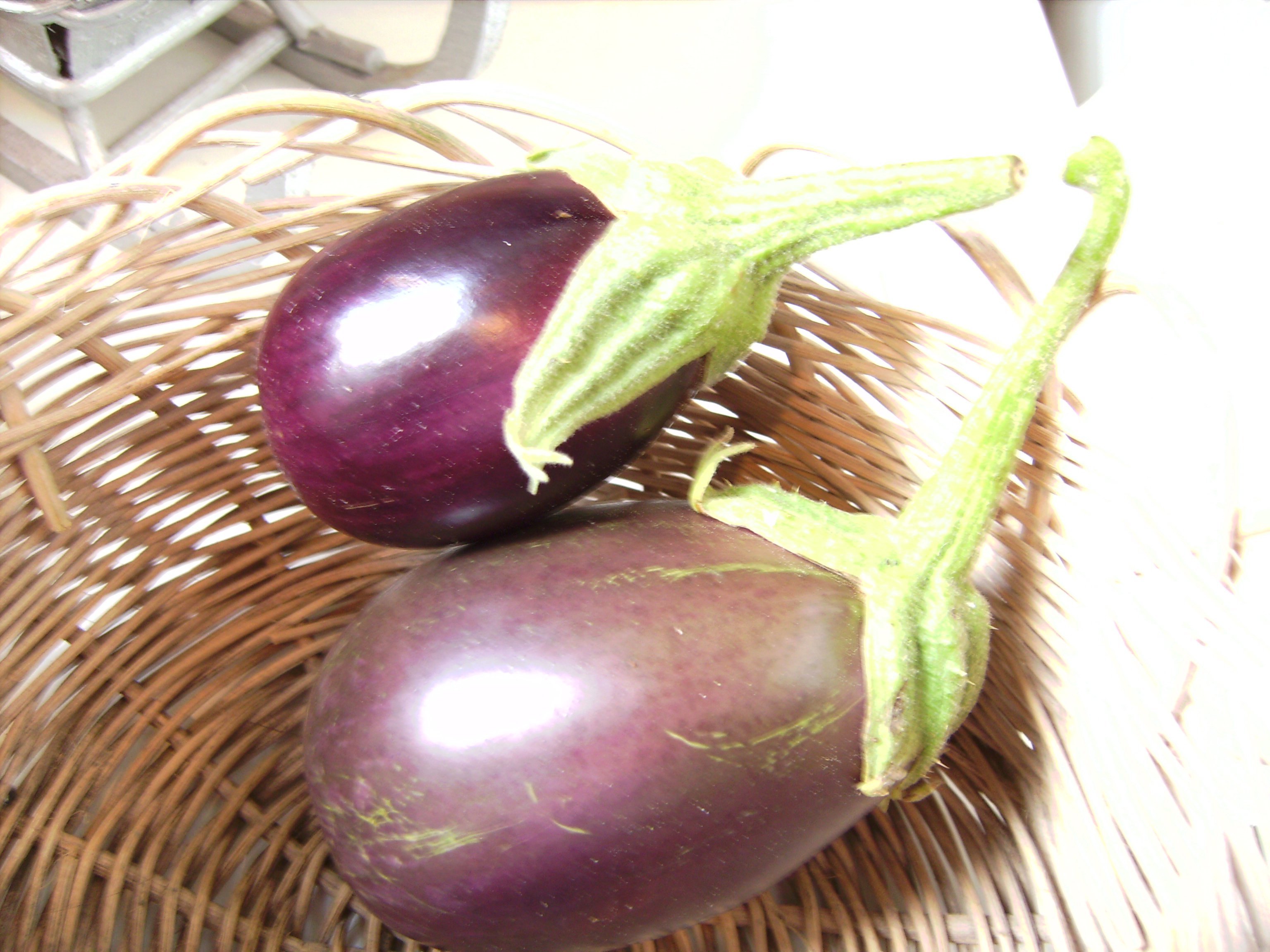
Les albergínies i els pebrots són una de les bases de l'escalivada

## Recepta
Per a fer-la, s'han d'escalivar els ingredients segons llur qualitat: amb més foc per als pebrots que per a les albergínies. Avui, és costum d'embolicar les patates i les cebes amb paper d'alumini. Quan tots els vegetals estan a punt, es pelen i es posen en un plat gran, assaonats amb sal, pebre i oli.